# 艾瑪·史東
艾蜜莉·珍·史東（英語：Emily Jean Stone，1988年11月6日—），美國女演員。史東是兩屆奧斯卡金像獎、英國電影學院獎和金球獎的得獎人，于2017年成為全球最高收入的女演員。她曾名列2013年的《富比士》世界百大名人權力榜和2017年《時代》百大人物，並被媒體譽爲當代最具才華的女演員之一。
史東在亞利桑那州斯科茨代爾出生及成長，兒時的她于2000年參與劇場《柳林風聲》開始自己的演藝生涯。青少年時隨母親搬到洛杉磯，並在《新帕曲吉一家》展開自己的電視首秀，但是該實境節目在製作試播後杳無音信。在嘗試了一些小的電視角色后，史東於2007年出演了她的電影處女作《男孩我最壞》。2009年，她在《屍樂園》中的演出獲得媒體好評。接著，史東在2010年的青春喜劇電影《破處女王》中首次擔綱主角，並憑藉該片獲得英國電影和電視藝術學院最佳新人獎和金球獎最佳音樂及喜劇類電影女主角的提名。這項突破隨著浪漫喜劇片《熟男型不型》和劇情片《姊妹》讓史東進一步展開成功之路。
2012年，史東在超級英雄電影《蜘蛛人：驚奇再起》和其2014年的續集當中飾演關·史黛西而獲得廣泛關注。她在黑色喜劇電影《鳥人》飾演康復中的吸毒者，而獲得奥斯卡最佳女配角奖提名。其百老匯首秀是音樂劇《歌廳》的重演。她因在大獲好評的歌舞片《樂來越愛你》飾演充滿鬥志的女演員，而贏得2016年（第89屆）奧斯卡最佳女主角獎。史東接着在體育傳記片《勝負反手拍》和歷史劇情片《真寵》分別飾演金恩夫人和阿比蓋爾·瑪莎姆，並憑後者再次入圍奥斯卡最佳女配角奖。她在網飛黑色幽默迷你劇《狂想》、喜劇續集《屍樂園：髒比雙拼》和犯罪喜劇片《時尚惡女：庫伊拉》擔綱主演。2023年再度以《可憐的東西》獲得第96屆奧斯卡最佳女主角獎。

## 早年經歷
1988年11月6日，艾蜜莉·珍·史東生於美國亞利桑那州斯科茨代爾，母親克麗斯塔·珍·史東（Krista Jean Stone，原姓耶格爾）是家庭主婦，父親傑弗瑞·查爾斯·史東（Jeffrey Charles Stone）是一家承包商公司的創始人和執行長。史東在12至15歲時居住在駝峰山度假酒店的庭院。她還有個名叫斯賓塞（Spencer）的弟弟。其家族其實可遠追溯自瑞典，祖父康拉德·奥斯特贝里·史滕（Conrad Ostberg Sten）移民至美国埃利斯島后将姓氏英化為「史东」。此外，史東擁有德國、英國、蘇格蘭和愛爾蘭血統。

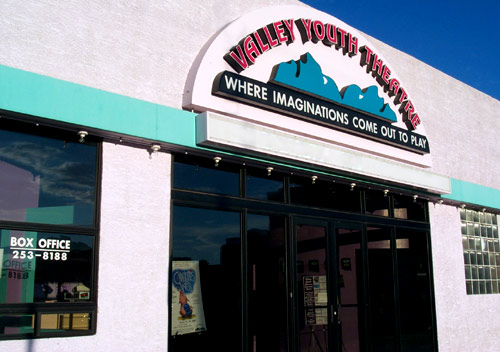
史東曾在山谷青年劇院演出16場舞台劇。

史東出生時患有嬰兒腸絞痛因而經常哭鬧，導致從小就在聲帶上長了結節。史東稱自己小時候「吵鬧」而且「霸道」。她曾就讀塞闊雅小學，之後進入尤馬中學就讀六年級。雖然不喜歡上學，但她表示她自己「天性有掌控欲，要保證自己必須每門課都拿到A」。史東兒時患有恐慌發作，而她說這造成了其社交技巧上的逐漸衰退。
「我第一次恐慌發作是在朋友家裏。當時我坐在朋友家裏，感覺房子好像着火快要燒毀了一樣。我給媽媽打電話，她帶我回家。之後三年內，我就常常遇到恐慌發作，完全停不下來。大部分的日子裏，我會在午餐時間去找護士，絞扭着手訴說自己的煩惱。我每隔30秒就會問我媽媽，今天究竟會怎麼樣。我只是需要知道一切和往常一樣，死不了人，也不會遭遇什麼變化。」——史東于2015年6月接受《華爾街日報》訪問
史東在四歲開始接觸演戲，她一開始想朝喜劇小品發展，但是之後將視線轉移至音樂劇，因此上了幾年聲樂課。11歲的史東在《柳林風聲》的舞臺劇版本飾演水獺而開始自己的演藝生涯。史東曾在家自學兩年，這段時間其在鳳凰城的山谷青年劇院即興劇場參與了16部舞臺劇演出，包括《豌豆公主》、和《約瑟的神奇彩衣》，並在劇院的即興喜劇巡迴劇團中演出。在巡迴期間，她去洛杉磯試鏡尼克国际儿童频道電視節目《所有這一切》（All That）的角色，但以失敗告終。父母之後將其送至當地的戲劇教練接受私人訓練課程，該教練曾經於1970年代在好萊塢威廉·莫里斯經紀公司工作。
史東高中新生時就讀天主教女子高中聖查威爾大學預科，但是爲了成爲演員，所以只讀了一個學期就退學。她給父母準備了一份名爲「好萊塢計劃」（Project Hollywood）的介紹簡報（以麥當娜2003年歌曲《好萊塢》伴奏），來説服他們能夠讓其搬去加州追求演藝生活。2004年1月，史東隨母親搬到洛杉磯的公寓居住。她回想道：「我去迪士尼頻道的每一場秀，而且試鏡每場情景喜劇的女兒角色。」並補充道：「我最終一個都沒入選。」在試鏡角色期間，她注冊網上高中課程，並在犬隻專屬烘焙店兼職。

## 演藝事業

### 事業起步（2004至2008年）
史東原想在美國演員工會以「艾蜜莉·史東」（Emily Stone）的名字註冊，但早已有人使用。她之後選擇「芮莉·史東」（Riley Stone）作爲藝名，但在NBC電視劇《靈媒緝凶》和福斯情景喜劇《左右做人难》客串之後，她決定還是用「艾瑪」這個名字更舒服。史東選擇「艾瑪」是向辣妹合唱團寶貝辣妹艾瑪·邦頓（Emma Bunton）致敬。她的電視首秀是在VH1才藝比賽真人實境秀《尋找新帕曲吉一家》（In Search of the New Partridge Family）飾演勞瑞·帕曲吉（Laurie Partridge）。該秀最終定名《新帕曲吉一家》（The New Partridge Family），但在製作試播集後便杳無音信。她之後在路易·C·K的HBO電視劇《幸運路易》（Lucky Louie）客串出演。史東試鏡NBC科幻劇《超異能英雄》的角色克萊爾·班奈特，但并未成功，其後稱這次經歷為生涯「最低點」。2007年4月，她在福斯動作劇《不法駕駛》（Drive）飾演維奧利特·特林布爾（Violet Trimble），但是該檔電視劇在播出七集後就被迫取消。
史東的電影首秀是與麥可·塞拉和喬納·希爾共同出演格雷格·莫托拉（Greg Mottola）執導的喜劇片《男孩我最壞》（Superbad）。電影講述了兩名高中生為派對買酒時發生的一連串搞笑不幸經歷。爲了飾演希爾的梦中人，她將頭髮染成紅色。《荷里活報道》的影評人認爲她「極具吸引力」，但是感覺角色塑造得很差。史東稱首次出演電影的經歷是「非常好的......（不过）與之后的其他經歷截然不同。」電影相當賣座，史東也藉著該片贏得好萊塢青年獎的「最令人興奮新面孔」。
翌年，史東在喜劇片《搖滾青春夢》（The Rocker）主演樂團中「繃著臉」的貝斯手艾蜜莉雅·史東（Amelia Stone），她為角色學習彈奏貝斯。她稱自己是「一位笑口常開的人」，並承認飾演跟自己性格截然不同的角色是非常困難的。這部電影既不叫好也不叫座，史東的演出也遭到了差評。史東的下一部電影《女郎我最兔》票房表現較佳，小賺了一筆。電影中她飾演大學聯誼會的會長，並翻唱女服務員樂團（the Waitresses）的1982年歌曲《我知道男生是甚麽樣的》（I Know What Boys Like）。影評人雖稱讚史東的配角演出，但電影卻獲得負面評價。《電視指南》的肯·福斯（Ken Fox）對史東的演出寫道「她真的十分亮眼，如果電影沒有她的話就會暗淡無光。」

### 取得突破（2009至2011年）

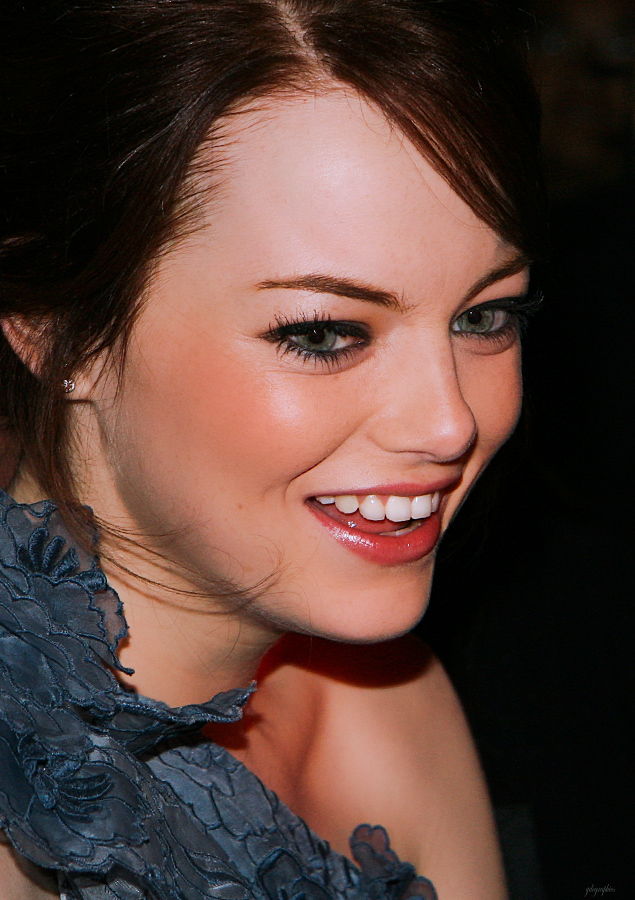
史東出席2010年多倫多國際影展

2009年，史東出演了三部電影。首部是馬克·華特斯執導的浪漫喜劇片《舊愛找麻煩》（Ghosts of Girlfriends Past），並與馬修·麥康納、珍妮佛·嘉納和麥克·道格拉斯共同出演。該片整體根據查爾斯·狄更斯1843年小説《小氣財神》改編而成，她在片中飾演經常在前男友周圍出沒的鬼魂。雖然電影在票房上有不錯的成績，但獲得差評。史東當年最賣座的電影是魯賓·弗來舍執導的恐怖喜劇片《屍樂園》，票房賺到一共1億230萬美元。她與傑西·艾森柏格、伍迪·哈里遜和艾碧·貝絲琳合作出演，並在片中飾演一名行騙高手和殭屍末日中的倖存者。《帝國》的克里斯·休伊（Chris Hewitt）覺得角色設定「可以有更多發揮空間」。在更正面的評論中，《每日電訊報》的影評人寫道：「那個非常有前途的史東（真是）意志堅強的人，並展現出了超越其年龄的智慧气质。」史東于2009年的最後一部電影是基蘭和米凱萊·馬爾羅尼（Kieran and Michelle Mulroney）執導的搞笑劇情片《萬能隊長》（Paper Man），影片所獲評價多為負面。
史東在《酷狗馬馬杜》（Marmaduke）聲演澳洲牧羊犬，該片由湯姆·迪伊（Tom Dey）執導，並改編自布拉德·安德森（Brad Anderson）的同名長篇連載漫畫。她演藝生涯上的突破是主演2010年青少年喜劇片《破處女王》，該片由威爾·古勒執導。它部分改編自納撒尼爾·霍桑的1850年歷史愛情小説《紅字》，並講述了高中生歐莉芙·彭德格斯特（Olive Penderghast，史東飾演）被散佈濫交的謠言後陷入了滑稽的性醜聞。史東在作品被買來製作前就閲讀了劇本，而敲定好製作細節後，她與經紀人不斷追蹤電影進程。史東認為劇本是她自己「看過最不同和獨一無二的東西」，並說它「幽默且溫馨」。當史東發現電影開始製作後，她約見古勒來解釋對它的強烈興趣。幾個月之後，她在試鏡過程開始時再次會見古勒，並成為首批參加試鏡的女演員之一。電影獲得好評，而史東的演出被譽為片中的亮點。《Time Out》的安娜·史密斯（Anna Smith）評論道：「史東擁有極好的表現，她那具洞察力的説話腔調透露出聪慧，漠不关心下包裹著溫暖。」電影相當賣座，總票房7500萬美元。史東獲得英國電影學院獎明日之星和金球獎最佳音樂及喜劇類電影女主角提名，並贏得MTV電影大獎最佳喜劇演出。

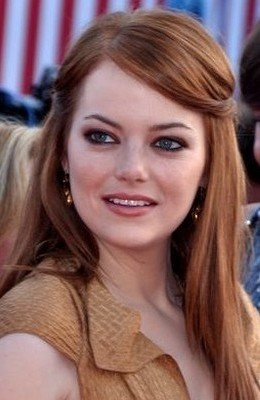
史東出席2011年多維爾美國影展

2010年10月，史東主持NBC的深夜喜劇小品節目《週六夜現場》，並在其中一個小品扮演琳賽·蘿涵。史東稱這是她「生命中最棒的一周」。她于2011年再次擔任主持，並于2014年的其中一集，以及于2015年的40周年特別節目中客串。史東再次與古勒合作是在性喜劇片《好友萬萬睡》的簡短客串。她接著在格倫·費卡拉（Glenn Ficarra）和約翰·雷誇（John Requa）執導的浪漫喜劇片《熟男型不型》擔任女配角，並與史提夫·卡爾、雷恩·葛斯林和茱莉安·摩爾合作出演。她在片中飾演法律學校畢業生，以及葛斯林所飾角色的戀人。儘管HitFix的德魯·麥克文尼（Drew McWeeny）認為電影「无可避免地步入公式化」，但史東卻「將整部電影緊緊連繫在一起」。她的演出在2012年青少年票選獎贏得最佳喜劇片女演員。《熟男型不型》在票房方面取得成功，以5000萬美元的製作預算收獲1億4290萬美元的全球票房。
為了打破大眾對史東總演「對男生有挖苦興趣」的印象，她與薇拉·戴維絲共同主演塔特·泰勒的時代劇情片《姊妹》，並覺得這部電影是一個挑戰。電影改編自凱瑟琳·史托基特2009年同名小説，場景設置在1960年代的密西西比州傑克遜市。她面見泰勒並表達出對於出演電影的渴望。泰勒說：「艾瑪带着她沙啞的聲音，呆呆愣愣的不知如何是好，之後她坐下，我們喝了点酒，玩到一块儿去了，然後我在想：『我的老天！我的老天！這就是史基特。』」史東在片中飾演试图了解非裔美國女僕生活的充滿鬥志的女作家尤金妮亞·「史基特」·費蘭（Eugenia "Skeeter" Phelan）。在準備過程中，她学习以南方方言説話，並透過文學作品和電影了解了民權運動。《姊妹》以2500萬美元的預算收穫2億1600萬美元的全球票房，成為史東當時票房最高的電影。電影本身和她的演出均獲得一致讚譽。《帝國》的專欄作家安娜·史密斯（Anna Smith）認為史東角色儘管存有瑕疵，但是「充滿善意和非常討人喜歡」。電影獲得奥斯卡最佳影片奖提名，並贏得女性影評人協會和廣播影評人協會的最佳整體演出。

### 《蜘蛛人：驚奇再起》、《鳥人》和百老匯（2012至2015年）

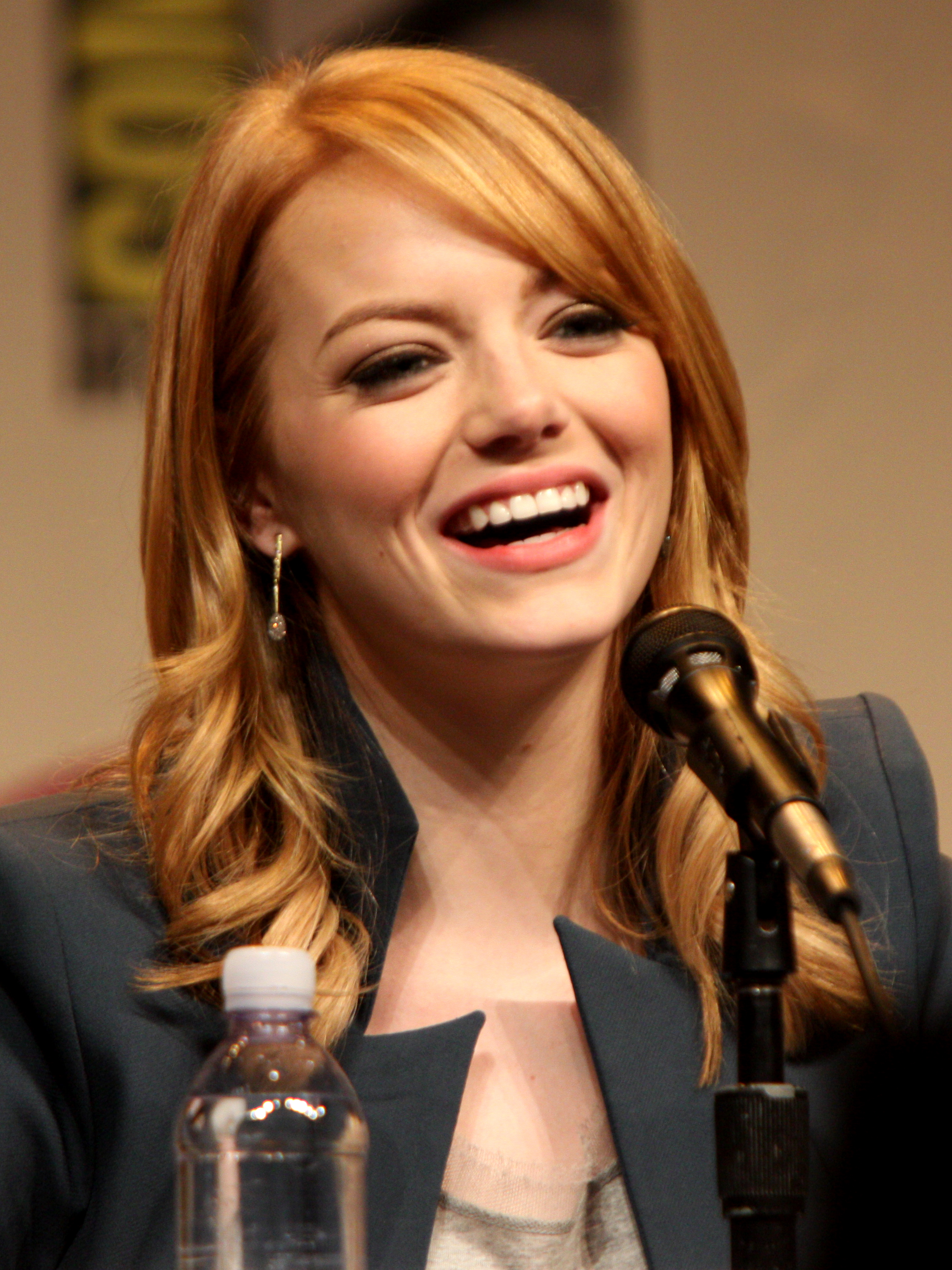
史東出席2012年洛杉磯漫畫博覽會

艾瑪簽了馬克·偉柏2012年的電影《蜘蛛人：驚奇再起》（山姆·雷米《蜘蛛人》系列的重啓版）之後，而推掉動作喜劇片《龍虎少年隊》的出演機會。她飾演蜘蛛人（安德魯·加菲爾德飾演）的戀人關·史黛西。史東為這個角色將頭髮從之前染的紅色恢復至金色。她告訴《溫哥華太陽報》她承認自己從來沒讀過原著漫畫，所以认为自己有責任去学习關於蜘蛛人的知識：「我只在山姆·雷米的電影中（看过蜘蛛人）......我經常認為瑪莉·華生才是他的初戀。」並補充道她對於史黛西的印象只在《蜘蛛人3》中布萊絲·達拉斯·霍華的角色演出。《蜘蛛人：驚奇再起》相當賣座，全球票房達7億5790萬美元，成為2012年票房第七高的電影。《娛樂週刊》的麗莎·施瓦鮑姆（Lisa Schwarzbaum）認為史東「無可抗拒」，而《帝國》的伊恩·弗里爾（Ian Freer）尤其對史東和安德鲁·加菲尔德的對手戲留下深刻印象。她在當年的全美民選獎獲得三項提名，其中包括最受歡迎女演員。翌年，史東為犯罪主題的電子遊戲《香港秘密警察》角色配音，並獲得VGX年度電玩獎最佳女配音提名。
史東于2013年初為夢工廠《古魯家族》的角色配音，該動畫電影獲得奧斯卡最佳動畫片獎提名。之後她客串多段式電影《激愛543》，片中共有六個短篇故事，她在段落「維羅妮卡」（Veronica）飾演片名角色。史東與雷恩·葛斯林和西恩·潘共同出演魯賓·弗來舍執導的犯罪驚悚片《風雲男人幫》，該片的劇情設定在1940年代的洛杉磯。《紐約時報》的A·O·斯科特（A. O. Scott）將影片摒棄為「紳士帽和阻特装包含了滿滿的混亂」，但讚賞了她與葛斯林的搭檔演出。史東曾表達出希望能在更多的作品與葛斯林合作。
2014年，史東在《蜘蛛人驚奇再起2：電光之戰》再次出演關·史黛西。她在接受《Total Film》的訪問時解釋道她的角色並不需要依賴影片主角。「她拯救他的次數遠多於他拯救她。她對蜘蛛人極其有幫助......他是靠肌肉，而她是靠腦子。」她的演出贏得一致讚譽，《帝國》的影評人讚賞她在電影中的突出表現：「史東就是這個系列的希斯·萊傑，在一些容易被忽視的配角當中做一些意想不到的事情。」這個角色為其贏得了2015年兒童選擇獎最受歡迎電影女演員。之後，史東出演伍迪·艾倫的愛情喜劇片《魔力月光》，並在票房上獲得適度的成功。A·O·斯科特批評她的角色，以及與柯林·佛斯的對手戲，稱其是「有點迂腐的愚蠢想法，這明顯表明了（艾倫是）傲慢的知識分子」。

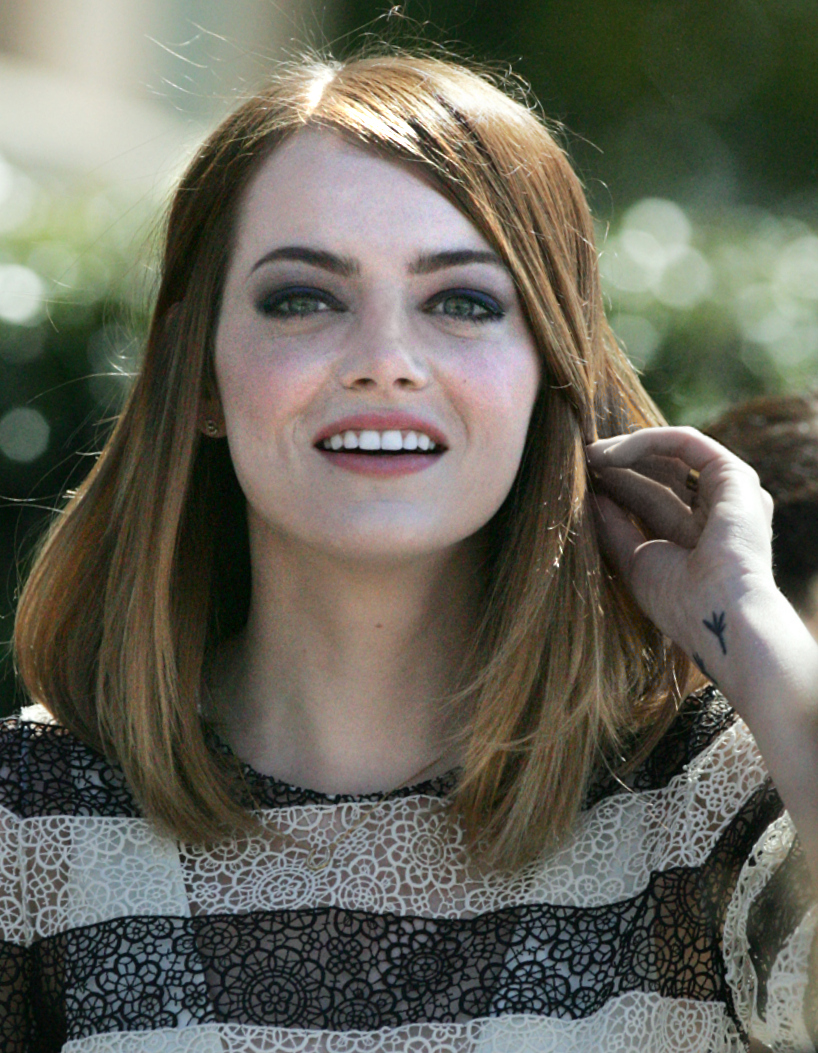
史東出席2014年《魔幻月光》首映會

史東于2014年最後一部電影是黑色幽默劇情片《鳥人》，該片由阿利安卓·崗札雷·伊納利圖執導。她在片中同米高·基頓和艾德華·諾頓合作，並飾演演員雷根·湯普森（Riggan Thomson，基頓飾演）康復中的吸毒女兒和助理。《鳥人》贏得一致讚譽，并且是第87屆奧斯卡金像獎最大贏家；其在典禮中提名九項，贏得四項，其中包括最佳電影。電影網站認為這是史東目前最好的演出，《每日電訊報》的羅比·科林（Robbie Collin）也對她的獨角戲留下深刻印象，他認爲這「就像一針插入内心」。史東的演出獲得許多榮譽，其中包括奧斯卡金像獎、英國電影學院獎、金球獎、美國演員工會獎和廣播影評人協會獎最佳女配角的提名。
2014年11月至2015年2月，史東頂替蜜雪兒·威廉絲在百老匯舞台劇《歌廳》飾演主角薩利·鮑爾斯（Sally Bowles）。史東告訴《娛樂週刊》她聽法國廣播電台為角色做好心理準備，並認為這是「最令人傷腦筋的事情」。《綜藝》的瑪麗蓮·斯塔西（Marilyn Stasio）批評她的歌唱技巧並認為其演出「對於感情深刻的舞台劇來説有點狹隘，但是對於她的演技來説是個聰明的選擇，而且對於她那敏銳的智慧和動能來説是完美的契合。」2015年，史東飾演的愛情喜劇片《飛越情海》和懸疑劇情片《愛情失控點》均獲得負評，並在票房上獲得失敗，而她所飾演的角色遭到影評人嚴厲批評。在卡梅倫·克羅執導的《飛越情海》中，她飾演亞裔美國空軍飛行員，並同布萊德利·古柏演對手戲。在伍迪·艾倫執導的《愛情失控點》中，她飾演瓦昆·菲尼克斯所飾哲學教授的戀人。前者因當中角色是用白人來飾演其他人種而引起爭議，史東之後為該作道歉，並承認「洗白」在好萊塢是非常普遍的問題。儘管遭受批評，她依舊入圍2015年青少年選擇獎電影選擇獎：喜劇片女演員。史東還於2015年出演魏因·巴特勒（Win Butler）單曲《安娜》（Anna）的音樂錄影帶。

### 《樂來越愛你》和之後發展（2016年後）
史東在演出《歌廳》期間面見了導演達米恩·查澤雷。查澤雷對其演出留下深刻印象，並希望她能在他的歌舞喜劇片《樂來越愛你》中演出。該片是史東與葛斯林的第三次合作，她在當中飾演住在洛杉磯充滿鬥志的女演員蜜雅·多蘭（Mia Dolan）。史東為角色借鑒了自己的真實生活經歷，並在準備的過程中觀看了佛雷·亞斯坦和琴吉·羅傑斯的合作電影和《秋水伊人》（The Umbrellas of Cherbourg）。她為電影原聲帶獻唱了六首歌曲。《樂來越愛你》作為2016年米爾谷影展的開幕電影，並獲得高度好評。該片不僅是史東在影評整合網站爛番茄中評價最高的電影，還相當賣座，以3000萬美元的預算賺取4億4000萬美元的票房。《衛報》的專欄作家彼得·布拉蕭（Peter Bradshaw）評論道：「史東從未如此耀眼：超級聰明、風趣、脆弱，她那鹿般的双眼煥發出智慧，尤其是當它們盈滿淚水時。」史東贏得奧斯卡金像最佳女主角獎、英國電影學院最佳女主角獎、金球獎獎最佳音樂及喜劇類電影女主角獎和美國演員工會獎最佳女主角獎。

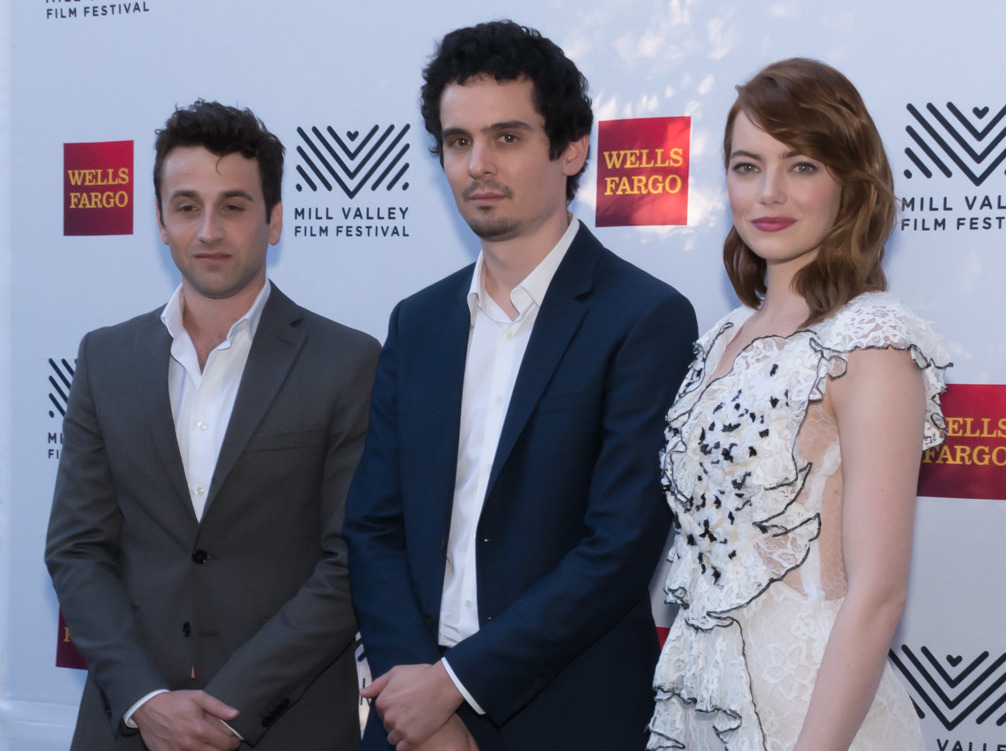
史東、賈斯汀·赫維玆和達米恩·查澤雷共同出席第39屆米爾谷影展

史東于2017年出演的電影只有運動劇情片《勝負反手拍》，該片改編自1973年網球選手金恩夫人（史東飾演）和博比·里格斯（Bobby Riggs，史提夫·卡爾飾演）之間的比賽。在準備的過程中，史東跟金見面，觀賞以前的片段並對她進行訪問，同時跟隨方言教練去訓練以金的口音説話，而且飲用高熱量的蛋白質奶昔使自己增加15磅（6.8）。電影在2017年多倫多國際影展首映，並獲得高度好評，而部分影評人認為這是史東演藝生涯中最好的演出。《衛報》的班傑明·李讚賞她能飾演完全不同的類型，並讚許其演技「强而有力」且「令人信服」。就算這樣，電影的收入依舊比預算2500萬美元要少。史東憑著該片四度入圍金球獎，並與金共同出席典禮。
2018年，史東和瑞秋·懷茲在歷史劇情片《真寵》中主演表姐妹阿比蓋爾·瑪莎姆（Abigail Masham）和薩拉·丘吉爾（Sarah Churchill），爲了奪取安妮女王（飾演）的寵愛而作鬥爭。史東對於作爲英國演員中唯一的美國人感到有挑戰性，並很難掌握英式口音。電影於8月在第75屆威尼斯影展舉行首映。IndieWire的麥可·努丁（Michael Nordine）讚賞史東在《樂來越愛你》之後接演金髮角色，並把三位女主演稱爲「在時代作品中即悲慘又滑稽的雄偉三巨頭」。史東憑著《真寵》分別五度入圍金球獎和三度入圍奧斯卡獎。該年9月，史東在網飛黑色幽默迷你劇《狂想》中出演並擔任執行製作人，並同喬納·希爾演對手戲，該劇由凱瑞·福永執導。史東和希爾飾演兩名陌生人安妮·蘭茲伯（Annie Landsberg）和歐文·米爾格里姆（Owen Milgrim），他們的生活因神秘的藥物試驗而改變。因爲是福永作品的傾慕者，所以史東在未閲讀劇本的情況下就同意參演。《衛報》的露西·孟甘（Lucy Mangan）讚賞史東和希爾飾演與自己大相徑庭的角色，並給出職業生涯中最棒的演出；而《時代》的朱迪·伯曼（Judy Berman）同樣對於他們從《男孩我最壞》之後的成長感到印象深刻，並注意到他們演出的複雜性。同年，史東出演保罗·麦卡特尼歌曲《誰在乎》（Who Cares）的音樂錄影帶。
2019年至2020年，史東在《喪屍樂園：連環屍殺》重演角色威奇托（Wichita），電影所獲評價褒貶不一，並在全球取得1億1200萬美元票房。她還為網絡紀錄連續劇（The Mind, Explained）作旁白和在《古魯家族》續集繼續聲演角色「一妹」。
2021年，史東在《101忠狗》真人衍生作品《時尚惡女：庫伊拉》飾演庫伊拉·狄薇（Cruella de Vil，原飾演者為1996年改編版的），她還與克蘿絲共同擔任執行製片，該片由克雷格·格里斯佩執導。影片於2021年5月28日在美國影院和Disney+貴賓通道上映，并收获好評与逾2亿全球票房。《洛杉矶时报》的贾斯汀·张赞赏了斯通对这位名义上的大反派的表演，称其“全心全意，魅力四射”；他亦指出斯通的表演与克洛斯在旧版电影中“尖利的”演出大相径庭，认为斯通的角色“更棘手且复杂”，且在与《真寵》的对比中指出斯通“将另一个欲成就一番事业的雄心勃勃的灰姑娘演绎得淋漓尽致”，同时表扬了她灵活游走在艾丝黛拉和库伊拉间变身怪医式的特质之间，尽管电影剧本本身拥有瑕疵。斯通凭借该片收获她的第六次金球奖提名（同时也是第四次最佳音乐及喜剧类电影女主角提名）。
日前，她参与拍摄了改编自同名小说的电影《可怜的东西》，与《真寵》的导演兰斯莫斯再度合作。該片於2023年上映，史東在這部愛爾蘭、英國和美國合拍的超現實科幻浪漫喜劇電影中突破以往形象，並稱本片女主角貝拉「是她至今最私心喜愛的角色，甚至改變她的人生觀」。史東在《可憐的東西》一片中突破尺度的精湛演出讓她橫掃各大獎項，包括金球獎最佳音樂及喜劇類電影女主角獎、英國影藝學院電影獎最佳女主角獎、廣播影評人協會獎最佳女主角、衛星獎最佳喜劇、音樂劇類電影女主角，以及她個人第二座奧斯卡金像最佳女主角獎。她亦即將出演改編自馬修·奎克2015年同名小説的劇情片《愛情不保證》（Love May Fail）和喜劇劇集《诅咒》（The Curse）。

## 個人生活
2009年，史東從洛杉磯搬到紐約格林威治村。2016年，她搬回洛杉磯。儘管媒體頻繁的新聞報道，她也鮮少提起自己的私生活。史東曾説自己过着「平凡」生活，因而對於媒体的關注而言幾乎沒有價值。她曾表達出對於其專業的喜愛，並舉出女演員黛安·基頓對於她的演藝之路有較大的影響，认为基頓是「有史以來（演技）最具有覆蓋性的演員之一」。她還受到演員和創作歌手瑪莉詠·柯蒂亞的影響。
史東與家人的關係十分親密。她說：「我有幸身边擁有很棒的家人和陪伴的人，就算我得意忘形哪怕一分钟，他們也會馬上用强烈的方式讓我清醒。從某種意義上來講，我很幸運。」

### 戀情
2010年，史東在《蜘蛛人：驚奇再起》製作過程中與合演者安德魯·加菲爾德約會。媒體大量报道了他們之間的關係，並頻頻加以猜测。這對情侶儘管曾共同出席了幾次場合，但拒絕公開谈论这段关系。2015年，據報道他們已經分手。
從2017年開始，史東開始與《週六夜現場》部門製作人戴夫·麥卡瑞交往。他們於2019年12月訂婚並在隔年結婚。2021年3月誕下女兒，取名路易絲·珍·麥卡瑞（Louise Jean McCary）。

### 慈善事業
史東認為自己患有哮喘，因為她發現在拍攝《破處女王》時感到呼吸困難。她的母親被診斷出三重陰性乳癌，並于2008年被治愈。史東和母親為慶祝此事，將鳥脚的刺青刻在身上。刺青由保羅·麥卡尼設計，參考自她和母親最愛的披頭四樂團歌曲《黑鳥》（Blackbird）。她參與露華濃廣告來推廣乳癌意識。2011年，史東參與《星際大戰》與對抗癌症的合作影片，目的是籌集癌症研究資金。兩年後，她出席具有相同意義的組織Gilda's Club的活動。從2012至2014年，她主持娛樂產業基金會的露華濃跑步/步行活動，來幫助女性對抗癌症。
史東與其他三位明星出席2012年電視特別節目尼克频道HALO獎，節目剖析了「幫助和領導其他人」（HALO）的五名青少年。2014年，在紐約的盛會上，史東與加菲爾德鼓勵狗仔隊去瀏覽一些傳播關於例如自閉症等病症的網站。她出席2014年地球一小時，該保護地球的全球性活動由世界自然基金會創辦。2015年，她參與電影和電視基金籌款活動以表支持，該活動幫助資源有限和沒有資源的電視和電影業人士。2018年，她與300位好萊塢女性合作設立了Time's Up的新倡議活動，來保護受到性騷擾和歧視的女性。

## 媒體形象

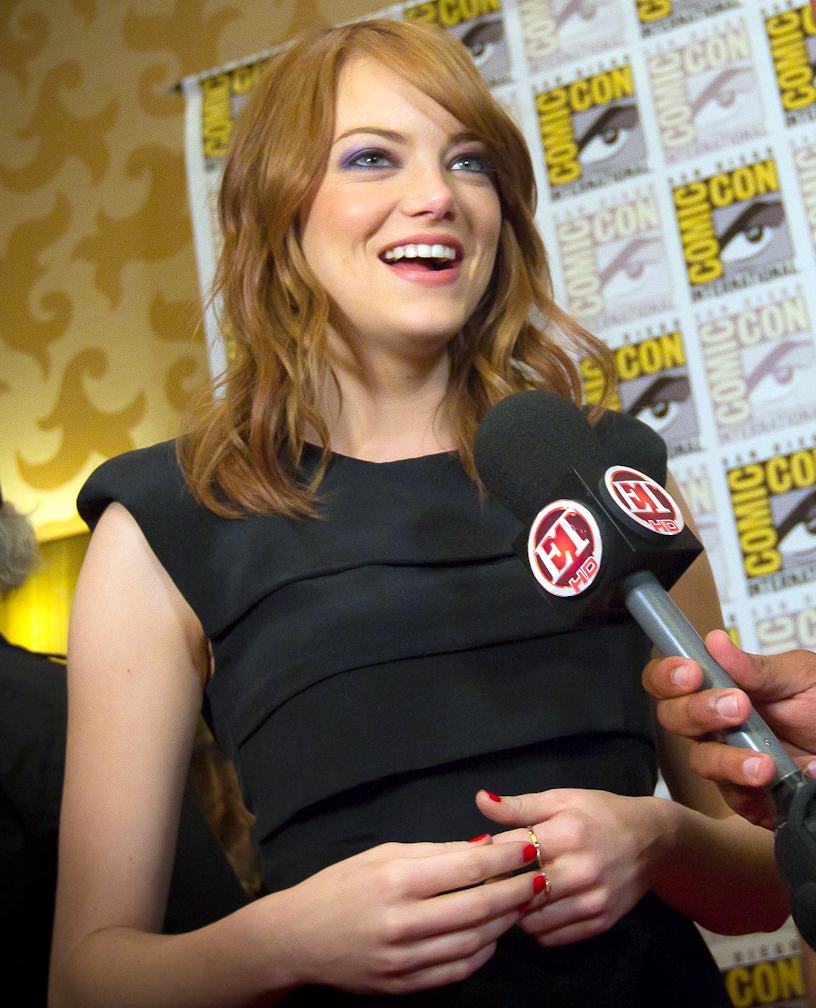
史東出席2011年聖地牙哥國際漫畫展。媒體將她的頭髮、眼睛和沙啞的聲音稱為她的代表性標誌

部分媒體出版物將史東稱為當代最有才華的女演員之一。《好萊塢報道》的克里克·亨伊庫特（Kirk Honeycutt）在評價她在《姊妹》的演出時稱其為「最棒的年輕女演員之一」。她以無論在主流製作或者是低成本預算電影都能獲得高度的大眾關注而知名。《時代》的丹尼爾·達達里奧（Daniel D'Addario）稱後者有「實質性的風險」，並補充道飾演這一類角色能給她機會去「嘗試在一些新的事物中獲得口碑」。Indiewire的潔西卡·江（Jessica Kiang）在分析史東熒幕上的外表性格時注意到她「經常（飾演）友善、務實和鄰家女孩的類型，（而且）她本人具有這些大部分的特性，並絕對拒絕讓自己太過於嚴肅化。」
由於史東在好萊塢電影的演藝事業的不斷發展，她開始成為成功及著名的女演員。2008年，她位居《周六晚》「前20名30歲以下後起之秀」榜首，並包含在由Moviefone匯編的相同類型榜單。LoveFilm將其排在2010年「前20名30歲以下女演員」榜單，而她在《破處女王》的演出則包含在《時代》的「2010年十件大事」。史東出現在2013年世界百大名人權力榜，該年度榜單由《富比士》挑選出全球100位最具權力的人物匯編而成。據雜誌報告她于2012年6月至2013年6月收入達1600萬美元。同名，她在同本雜誌的「前10名最具價值明星」位於榜首。2015年，史東以650萬美元被《富比士》列入全球最高收入女演員之一。兩年后，她以2600萬美元被該雜誌列為全球最高收入女演員。2017年，她成為《時代》全球最具影響力的百人之一。
史東被認為是潮流偶像，媒體將她的頭髮、眼睛和沙啞的聲音稱為她的代表性標誌。《時尚》讚揚她那「很有品味、完美地拼湊在一起的時尚」，並寫道「她的超凡魅力，無論是戲裡戲外都如此令人着迷。」2009年，她出現在AskMen的「前99名女性」、《男人幫》的「全球百大最性感女性」，以及《美信》的「百大性感女性」，後者還將她列在2010、2011和2014年的相同榜單上。史東于2010至2015年依舊出現在AskMen的年度美女列表。2011年，她成為維多利亞的秘密「甚麽是性感？」列表中最性感的女演員。她在該年被部分媒體榜單中提到，其中包括《時人》的「百大最漂亮的女性」、《男人幫》和《男人幫澳洲》的「全球百大最性感女性」，以及《男士健康》的「百大最性感女性」。她在《帝國》的2013年「百大性感影星」排名第六。史東于2012年在《時尚》被稱為「最佳著裝女性」，並出現在《魅力》的2013和2015年，以及《時人》2014年的相同榜單。2017年，Buzznet稱史東為全球最美麗女性之一。

## 作品和榮譽
根據影評整合網站爛番茄和票房網站Box Office Mojo，史東最受好評且最賣座的電影是《男孩我最壞》、《屍樂園》、《破處女王》、《熟男型不型》、《姊妹》、《蜘蛛人：驚奇再起》、《蜘蛛人驚奇再起2：電光之戰》、《鳥人》和《樂來越愛你》。
史東獲得四項奧斯卡金像獎提名：最佳女配角（《鳥人》、《真寵》）和最佳女主角（《樂來越愛你》、《可憐的東西》）；以及四項英國電影學院獎提名：明日之星、最佳女配角（《鳥人》、《真寵》）和最佳女主角（《樂來越愛你》、《可憐的東西》）。她以《樂來越愛你》的角色演出贏得第74屆金球獎最佳音樂及喜劇類電影女主角，美國演員工會獎最佳女主角和第89届奧斯卡金像獎最佳女主角，也憑《可憐的東西》贏得第81届金球奖最佳音樂及喜劇類電影女主角和第77届英國電影學院獎最佳女主角。

## 資料來源
1. 1 2 3 4  . FYI.   [2016-03-17]. （原始内容存档于2016-04-23）.
2. 1 2 3 4 5 6  Diehl, Jessica; Wolfe, Alexandra. . Vanity Fair.   [2016-03-17]. （原始内容存档于2016-03-12）.
3. ↑  Barker, Lynn. . TeenHollywood.com. 2008-08-19  [2013-09-08]. （原始内容存档于2014-04-17）.
4. 1 2 3  . People.   [2013-09-08]. （原始内容存档于2016-04-19）.
5. ↑  Thomas, Leah. . Bustle. 2015-01-12  [2016-03-17]. （原始内容存档于2016-03-25）.
6. ↑  David, Elliot. . Wonderland. 2010, (23): 177–181.
7. ↑  Wilner, Norman. . Now. 2011-07-27  [2011-11-13]. （原始内容存档于2012-06-20）.
8. ↑  Hirschberg, Lynn. . W. 2011-01  [2016-04-12]. （原始内容存档于2016-04-25）.
9. ↑  Schuman, Michael A. . Enslow Publishers. 2013: 11–12  [2016-05-16]. ISBN 978-0-7660-4113-4. （原始内容存档于2021-05-05）.
10. 1 2 3 4 5 6  Eells, Josh. . The Wall Street Journal. 2015-06-17  [2016-03-16]. （原始内容存档于2016-03-16）.
11. ↑  Fisher, Luchina. . ABC News. 2012-06-21  [2016-03-23]. （原始内容存档于2016-03-26）.
12. 1 2 3  Barna, Ben. . BlackBook magazine. 2009-10-02  [2009-10-02]. （原始内容存档于2011-10-22）.
13. ↑  . The Huffington Post. 2012-01-04  [2016-03-15]. （原始内容存档于2016-03-22）.
14. ↑  Outhier, Craig. . East Valley Tribune. 2008-08-16  [2010-10-02]. （原始内容存档于2012-09-19）.
15. 1 2  Owings, Lisa. . ABDO Publishing Company. 2014: 22; 33  [2016-05-16]. ISBN 978-1-62968-026-2. （原始内容存档于2017-01-31）.
16. ↑  . Interview.   [2016-08-21]. （原始内容存档于2016-08-16）.
17. ↑  .   [2018-11-17]. （原始内容存档于2019-06-06）.
18. ↑  Grossberg, Josh. . E!. 2013-06-07  [2016-03-24]. （原始内容存档于2016-05-08）.
19. ↑  Duan, Noel. . Teen Vogue.   [2016-03-23]. （原始内容存档于2016-04-11）.
20. ↑  Farber, Stephen. . The Hollywood Reporter. 2007-08-06  [2016-03-23]. （原始内容存档于2016-04-08）.
21. ↑  . Access Hollywood. 2008-06-04  [2008-06-05]. （原始内容存档于2008-06-09）.
22. ↑  . Box Office Mojo.   [2016-03-23]. （原始内容存档于2016-04-08）.
23. ↑  . L'Express. 2015-10-14  [2016-03-23]. （原始内容存档于2015-10-19）.
24. ↑  McConnell, Mariana. . Cinemablend.com.   [2016-03-24]. （原始内容存档于2016-04-02）.
25. ↑  . Rotten Tomatoes.   [2016-03-24]. （原始内容存档于2016-03-12）.
26. ↑  Hendrix, Graddy. . New York. 2010-10-29  [2016-03-23]. （原始内容存档于2016-04-06）.
27. ↑  . Variety. 2008-10-14  [2016-03-23]. （原始内容存档于2016-04-04）.
28. ↑  Sullivan, Kevin. . North by Northwestern. 2008-06-02  [2008-06-04]. （原始内容存档于2012-03-12）.
29. ↑  . The New Yorker. 2012-03-29  [2016-05-18]. （原始内容存档于2016-09-24）.
30. ↑  . Rotten Tomatoes.   [2016-03-24]. （原始内容存档于2016-03-13）.
31. ↑  Fox, Ken. . TV Guide.   [2016-03-24]. （原始内容存档于2016-04-07）.
32. ↑  . Box Office Mojo.   [2016-03-25]. （原始内容存档于2016-04-07）.
33. ↑  . Rotten Tomatoes.   [2016-03-25]. （原始内容存档于2016-04-08）.
34. ↑  . Box Office Mojo.   [2016-03-26]. （原始内容存档于2016-04-06）.
35. ↑  Hewitt, Chris. . Empire. 2009-10-09  [2016-03-26]. （原始内容存档于2016-06-25）.
36. ↑  Robey, Tim. . The Daily Telegraph. 2009-10-08  [2016-04-11]. （原始内容存档于2016-04-24）.
37. ↑  Lawrence, Will. . Irish Independent. 2014-04-18  [2016-05-16]. （原始内容存档于2016-06-10）.
38. ↑  Kit, Borys. . Reuters. 2009-11-03  [2009-11-07]. （原始内容存档于2016-03-05）.
39. ↑  Wilner, Norman. . Now. 2010-09-09  [2010-09-16]. （原始内容存档于2016-01-14）.
40. ↑  . Access Hollywood. 2010-08-31  [2016-03-27]. （原始内容存档于2016-04-09）.
41. ↑  Roberts, Sheila. . Collider.com. 2010-09-11  [2011-07-01]. （原始内容存档于2016-03-04）.
42. ↑  Thorpe, Vanessa. . The Guardian. 2010-10-23  [2016-08-21]. （原始内容存档于2016-09-20）.
43. ↑  Smith, Anna. . Time Out. 2010-10-19  [2016-03-27]. （原始内容存档于2016-04-13）.
44. ↑  . Box Office Mojo.   [2016-03-27]. （原始内容存档于2016-03-04）.
45. 1 2  . British Academy of Film and Television Arts. 2011-01-06  [2016-03-24]. （原始内容存档于2011-01-10）.
Kaufmann, Amy. . Los Angeles Times. 2010-12-15  [2010-12-19]. （原始内容存档于2010-12-18）.
. MTV.   [2016-03-24]. （原始内容存档于2016-03-23）.
46. ↑  Setoodeh, Ramin. . The Daily Beast. 2011-09-01  [2016-10-04]. （原始内容存档于2016-10-05）.
47. ↑  . NBC.   [2016-08-01]. （原始内容存档于2016-08-22）.
48. ↑  McGee, Ryan. . HitFix. 2011-11-13  [2016-03-25]. （原始内容存档于2016-03-25）.
Monde, Chinderah. . New York Daily News. 2014-05-04  [2016-03-25]. （原始内容存档于2016-04-05）.
Stedman, Alex. . Variety. 2015-11-22  [2016-03-25]. （原始内容存档于2016-02-25）.
49. ↑  Siegel, Tatiana. . Variety. 2010-07-13  [2010-08-01]. （原始内容存档于2013-10-04）.
50. ↑  McWeeny, Drew. . HitFix. 2011-07-21  [2016-03-27]. （原始内容存档于2016-04-06）.
51. ↑  Ng, Philiana. . The Hollywood Reporter. 2016-03-27  [2012-06-14]. （原始内容存档于2012-06-14）.
52. ↑  . Box Office Mojo.   [2016-03-29]. （原始内容存档于2016-04-17）.
53. ↑  . Belfast Telegraph. 2011-10-28  [2016-04-10]. （原始内容存档于2019-06-01）.
54. ↑  . Entertainment Weekly. 2011-06-02  [2016-03-29]. （原始内容存档于2016-11-14）.
55. ↑  Kung, Michelle. . The Wall Street Journal. 2010-04-12  [2010-04-18]. （原始内容存档于2010-04-18）.
56. ↑  . Box Office Mojo.   [2016-03-29]. （原始内容存档于2016-04-09）.
57. ↑  Smith, Anna. . Empire. 2011-10-26  [2016-04-11]. （原始内容存档于2016-09-18）.
58. ↑  . Academy of Motion Picture Arts and Sciences.   [2016-03-29]. （原始内容存档于2013-02-26）.
59. ↑  Adams, Ryan. . Awards Daily. 2011-12-19  [2016-03-29]. （原始内容存档于2016-04-11）.
60. ↑  . Broadcast Film Critics Association. 2011-12-13  [2016-03-29]. （原始内容存档于2012-12-22）.
61. ↑  Ditzian, Eric. . MTV. 2010-11-24  [2016-04-06]. （原始内容存档于2016-04-15）.
62. ↑  Kroll, Justin; Stewart, Andrew. . Variety. 2010-09-23  [2016-03-23]. （原始内容存档于2016-03-05）.
63. ↑  Garcia, Chris. . New York Daily News. 2011-07-28  [2016-03-23]. （原始内容存档于2012-10-28）.
64. ↑  Herbst, Kendall. . InStyle. 2010-12-06  [2016-03-23]. （原始内容存档于2012-05-10）.
65. ↑  Ditzian, Erik. . MTV. 2010-11-24  [2011-11-30]. （原始内容存档于2012-05-10）.
66. ↑  Lacker, Chris. . The Vancouver Sun. 2011-07-24  [2016-04-09]. （原始内容存档于2016-08-05）.
67. ↑  Huver, Scott. . NBC Chicago. 2012-04-02  [2012-04-24]. （原始内容存档于2012-05-10）.
68. ↑  . Empire.   [2011-11-26]. （原始内容存档于2011-12-28）.
69. ↑  . Box Office Mojo.   [2016-03-25]. （原始内容存档于2016-04-02）.
70. ↑  Schwarzbaum, Lisa. . Entertainment Weekly. 2012-07-04  [2016-04-09]. （原始内容存档于2016-04-05）.
71. ↑  Freer, Ian. . Empire. 2012-07-03  [2016-03-25]. （原始内容存档于2016-04-06）.
72. ↑  . People's Choice Awards.   [2016-03-24]. （原始内容存档于2016-01-28）.
73. ↑  Horgan, Richard. . Adweek. 2012-12-07  [2017-01-25]. （原始内容存档于2017-01-28）.
74. ↑  . Academy of Motion Picture Arts and Sciences.   [2016-03-30]. （原始内容存档于2016-05-06）.
75. ↑  Skinner, M. Scot. . Arizona Daily Star. 2010-11-04  [2010-11-07]. （原始内容存档于2016-03-07）.
76. ↑  Sneider, Jeff; Kroll, Justin. . Variety. 2011-07-26  [2011-08-15]. （原始内容存档于2013-07-31）.
77. ↑  Scott, A. O. . The New York Times. 2013-01-10  [2016-04-05]. （原始内容存档于2016-12-24）.
78. ↑  Radish, Christina. . Collider.com. 2013-01-08  [2016-04-05]. （原始内容存档于2015-06-22）.
79. ↑  . Total Film. 2014-01-04  [2016-04-06]. （原始内容存档于2014-07-01）.
80. ↑  Silman, Anna. . Vulture.com. 2014-05-03  [2014-05-04]. （原始内容存档于2014-05-04）.
81. ↑  Newman, Kim. . Empire. 2014-04-06  [2016-05-14]. （原始内容存档于2016-05-24）.
82. ↑  . The Hollywood Reporter. 2015-03-28  [2016-04-01]. （原始内容存档于2016-02-02）.
83. 1 2  Smith, Nigel M. . The Guardian. 2015-08-21  [2016-04-07]. （原始内容存档于2016-04-16）.
84. ↑  Scott, A. O. . The New York Times. 2014-07-24  [2016-05-14]. （原始内容存档于2016-07-15）.
85. ↑  Mitchell, Elvis. . Interview. 2014-09-10  [2016-04-08]. （原始内容存档于2016-04-14）.
86. ↑  McMillan, Graeme. . The Hollywood Reporter. 2015-02-23  [2016-05-14]. （原始内容存档于2016-08-22）.
87. ↑  . Academy of Motion Picture Arts and Sciences (AMPAS).   [2015-02-23]. （原始内容存档于2015-02-23）.
88. ↑  Brian, Greg. . The Movie Network. 2014-11-13  [2016-04-09]. （原始内容存档于2016-04-07）.
89. ↑  Collin, Robbie. . The Daily Telegraph. 2015-02-23  [2016-04-30]. （原始内容存档于2016-05-02）.
90. 1 2  . Academy of Motion Picture Arts and Sciences.   [2016-03-24]. （原始内容存档于2015-12-01）.
. British Academy of Film and Television Arts.   [2016-04-01]. （原始内容存档于2016-04-09）.
Gray, Tim. . Variety. 2014-12-15  [2016-03-31]. （原始内容存档于2014-12-16）.
. Golden Globe Awards. 2014-12-11  [2016-03-24]. （原始内容存档于2016-04-07）.
. Screen Actors Guild Awards.   [2016-03-31]. （原始内容存档于2016-03-16）.
91. ↑  Stasio, Marilyn. . Variety. 2014-12-05  [2016-04-08]. （原始内容存档于2016-03-05）.
92. ↑  Miller, Julie. . Vanity Fair. 2014-10-14  [2016-04-21]. （原始内容存档于2016-04-13）.
93. ↑  Miller, Julie. . 2015-01-09  [2016-04-21]. （原始内容存档于2016-04-12）.
94. ↑  Stasio, Marilyn. . Variety. 2014-12-05  [2016-04-21]. （原始内容存档于2016-03-05）.
95. ↑  . Box Office Mojo.   [2016-04-07]. （原始内容存档于2016-04-06）.
. Rotten Tomatoes.   [2016-05-16]. （原始内容存档于2016-05-10）.

. Rotten Tomatoes.   [2016-05-16]. （原始内容存档于2016-05-17）.
96. ↑  Rosen, Christopher. . Entertainment Weekly. 2015-04-16  [2016-04-07]. （原始内容存档于2016-04-05）.
97. ↑  . Variety. 2015-08-16  [2016-04-07]. （原始内容存档于2016-01-10）.
98. ↑  Geslani, Michael. . Consequence of Sound.   [2019-03-11]. （原始内容存档于2016-12-27）.
99. ↑  Grobar, Matthew. . Deadline.com. 2016-11-05  [2018-02-24]. （原始内容存档于2017-10-25）.
100. ↑  Coggan, Devan. . Entertainment Weekly. 2016-03-07  [2016-04-07]. （原始内容存档于2016-04-07）.
101. ↑  McGovern, Joe. . Entertainment Weekly. 2016-08-30  [2016-11-07]. （原始内容存档于2016-11-19）.
102. ↑  Alter, Ethan. . Yahoo! Movies. 2016-09-16  [2016-11-07]. （原始内容存档于2016-11-10）.
103. ↑  Desta, Yohana. . Vanity Fair. 2016-08-23  [2017-01-12]. （原始内容存档于2016-10-28）.
104. ↑  Vivarelli, Nick. . 2016-06-17  [2016-09-03]. （原始内容存档于2016-09-08）.
105. 1 2  . Rotten Tomatoes.   [2016-07-30]. （原始内容存档于2016-09-10）.
106. ↑  . Box Office Mojo.   [2017-03-28]. （原始内容存档于2017-01-28）.
107. ↑  Bradshaw, Peter. . The Guardian. 2017-01-12  [2017-01-12]. （原始内容存档于2017-01-12）.
108. 1 2 3  Weatherby, Taylor, , Billboard, 2017-01-08  [2017-01-08], （原始内容存档于2017-01-09）
. The Guardian. 2017-02-12  [2017-02-12]. （原始内容存档于2017-02-12）.
. The Guardian. 2017-02-26  [2017-02-27]. （原始内容存档于2017-02-27）.
109. ↑  Coggan, Devan. . Entertainment Weekly. 2017-08-15  [2017-09-20]. （原始内容存档于2017-09-21）.
110. ↑  Randone, Amanda. . E!. 2017-09-19  [2017-09-20]. （原始内容存档于2017-09-19）.
111. ↑  Giles, Jeff. . Rotten Tomatoes. 2017-09-28  [2017-12-20]. （原始内容存档于2017-11-26）.
112. ↑  Lee, Benjamin. . The Guardian. 2017-09-11  [2017-09-20]. （原始内容存档于2017-09-19）.
113. ↑  Ende, Maura. . The Buffalo News. 2017-10-11  [2018-09-20]. （原始内容存档于2018-09-20）.
114. ↑  Pett, Stephanie. . People. 2018-01-07  [2018-09-08]. （原始内容存档于2018-09-08）.
115. ↑  Galloway, Stephen. . The Hollywood Reporter. 2018-09-02  [2018-09-06]. （原始内容存档于2018-09-04）.
116. ↑  Anderson, Ariston. . The Hollywood Reporter. 2018-07-25  [2018-09-07]. （原始内容存档于2018-07-25）.
117. ↑  Nordine, Michael. . IndieWire. 2018-08-30  [2018-09-07]. （原始内容存档于2018-09-07）.
118. ↑  . Variety. 2018-12-06  [2018-12-06]. （原始内容存档于2019-02-02）.
119. ↑  . The Hollywood Reporter. 2019-01-22  [2019-01-22]. （原始内容存档于2019-01-22）.
120. ↑  Jeffery, Morgan. . Digital Spy. 2018-09-21  [2018-09-21]. （原始内容存档于2018-09-21）.
121. ↑  Mangan, Lucy. . The Guardian. 2018-09-21  [2018-09-21]. （原始内容存档于2018-09-21）.
122. ↑  Berman, Judy. . Time. 2018-09-20  [2018-09-21]. （原始内容存档于2018-09-21）.
123. ↑  Grow, Kory. . Rolling Stone. 2018-12-19  [2019-03-11]. （原始内容存档于2019-06-05）.
124. ↑  . Rotten Tomatoes.   [2019-11-14]. （原始内容存档于2019-11-13）.
125. ↑  . Box Office Mojo.   [2020-01-17]. （原始内容存档于2019-11-02）.
126. ↑  Gordon, Claire. . Vox. 2019-09-12  [2020-05-07]. （原始内容存档于2020-05-07）.
127. ↑  Kroll, Kroll. . Variety. 2017-09-19  [2019-01-16]. （原始内容存档于2019-06-04）.
128. ↑  D'Alessandro, Anthony. . Deadline Hollywood. 2019-04-12  [2019-07-05]. （原始内容存档于2019-08-28）.
129. ↑  D'Alessandro, Anthony. . Deadline Hollywood. 2016-04-25  [2016-05-14]. （原始内容存档于2016-05-13）.
130. ↑  Fleming, Mike Jr. . Deadline Hollywood. 2018-12-04  [2018-12-05]. （原始内容存档于2019-06-06）.
131. ↑  D'Alessandro, Anthony. . Deadline Hollywood. 2021-03-23  [2021-05-28]. （原始内容存档于2021-03-23）.
132. ↑  D'Alessandro, Anthony. . Deadline Hollywood. 2019-08-20  [2019-08-20]. （原始内容存档于2019-08-20）.
133. ↑  Twitter. . Los Angeles Times. 2021-05-26  [2022-01-10]. （原始内容存档于2021-05-30） （美国英语）.
134. ↑  Facebook. . Los Angeles Times. 2021-12-13  [2022-01-10]. （原始内容存档于2022-02-08） （美国英语）.
135. ↑  Varga, Denes. . www.filmneweurope.com.   [2022-01-10]. （原始内容存档于2022-01-21） （英国英语）.
136. ↑  . 2021-06-17  [2022-01-10] （美国英语）.
137. ↑  AVRIL CHEN. . vogue TAIWAN. 2024-02-27  [2024-03-11]. （原始内容存档于2024-03-11）.
138. ↑  Flemming, Mike, Jr. . Deadline.com. 2015-11-17  [2015-11-19]. （原始内容存档于2015-11-19）.
139. ↑  White, Peter. . Deadline Hollywood. 2020-12-10  [2020-12-18]. （原始内容存档于2020-12-10）.
140. ↑  Malik, Sonam. . International Business Times. 2015-01-27  [2016-03-16]. （原始内容存档于2016-03-23）.
141. 1 2  . AskMen.   [2016-04-08]. （原始内容存档于2009-06-02）.
142. ↑   (新闻稿). Sony Pictures. 2010-10-05  [2016-03-19]. （原始内容存档于2010-10-09）.
143. ↑  . Vanity Fair. 2015-10-27  [2016-02-20]. （原始内容存档于2016-03-02）.
144. ↑  Saad, Nardine. . Los Angeles Times. 2015-10-28  [2016-02-20]. （原始内容存档于2016-02-20）.
145. ↑  Juneau, Jen. . People.   [2019-04-17]. （原始内容存档于2019-04-17）.
146. ↑  McGovern, Tim; Chiu, Melody. . People. 2020-09-26  [2020-09-26]. （原始内容存档于2020-10-01）.
147. ↑  Mauch, Ally. . People. 2021-01-04  [2021-01-04]. （原始内容存档于2021-01-05）.
148. ↑  VanHoose, Benjamin. . People. 2021-03-28  [2021-03-30]. （原始内容存档于2021-03-29）.
149. ↑  Warner, Kara. . MTV News. 2010-09-15  [2016-03-16]. （原始内容存档于2016-04-08）.
150. ↑  Masica, Kristen. . People. 2013-05-22  [2016-04-09]. （原始内容存档于2016-05-13）.
151. ↑  Abrams, Natalie. . TV Guide. 2010-10-18  [2016-03-20]. （原始内容存档于2016-04-01）.
152. ↑  Serfe, Gina. . E!. 2012-09-12  [2016-03-20]. （原始内容存档于2016-05-08）.
153. ↑  . Entertainment Weekly. 2011-09-15  [2016-03-20]. （原始内容存档于2016-03-09）.
154. ↑  Mcnally, Kelby. . Daily Express. 2013-05-16  [2016-03-20]. （原始内容存档于2018-06-12）.
155. ↑  . Entertainment Industry Foundation. 2014-03-26  [2016-04-24]. （原始内容存档于2016-03-29）.
156. ↑  . PR Newswire. 2012-10-30  [2016-03-20]. （原始内容存档于2016-04-03）.
157. ↑  . Autism Speaks. 2014-06-20  [2016-03-20]. （原始内容存档于2016-03-29）.
158. ↑  . Earth Hour. 2014-03-30  [2016-03-20]. （原始内容存档于2016-04-01）.
159. ↑  . PR Newswire. 2015-02-22  [2016-03-20]. （原始内容存档于2016-04-02）.
160. ↑  McCarthy, Lauren. . W. 2018-01-01  [2018-01-04]. （原始内容存档于2018-01-03）.
161. 1 2  Watson, Sheridan. . BuzzFeed. 2014-10-17  [2016-04-07]. （原始内容存档于2015-08-29）.
162. 1 2  Stern, Marlow. . The Daily Beast. 2012-06-26  [2016-04-07]. （原始内容存档于2016-04-07）.
163. ↑  Busch, Anita. . Deadline.com. 2015-02-28  [2016-05-05]. （原始内容存档于2016-08-03）.
164. ↑  Lyttelton, Oliver. . Indiewire. 2012-07-30  [2016-05-05]. （原始内容存档于2014-07-27）.
165. ↑  Fitzpatrick, Hayley. . Yahoo!. 2016-10-14  [2017-02-01]. （原始内容存档于2017-01-09）.
166. ↑  Powers, Lindsay. . The Hollywood Reporter. 2011-08-10  [2016-03-29]. （原始内容存档于2016-04-13）.
167. ↑  D'Addario, Daniel. . Time. 2015-07-17  [2016-04-07]. （原始内容存档于2016-04-05）.
168. ↑  Kiang, Jessica. . Indiewire. 2013-02-24  [2015-04-07]. （原始内容存档于2013-05-18）.
169. ↑  Labrecque, Jeff. . Entertainment Weekly. 2012-01-05  [2016-04-06]. （原始内容存档于2015-11-08）.
170. ↑  . Saturday Night Magazine. 2008-07-29  [2016-04-08]. （原始内容存档于2008-09-24）.
171. ↑  . Access Hollywood.   [2016-04-08]. （原始内容存档于2016-04-12）.
172. ↑  Corliss, Richard. . Time. 2010-12-09  [2016-03-27]. （原始内容存档于2016-03-11）.
173. ↑  . LoveFilm.   [2016-04-08]. （原始内容存档于2011-07-02）.
174. ↑  Pomerantz, Dorothy. . Forbes. 2013-06-25  [2016-04-07]. （原始内容存档于2016-04-22）.
175. ↑  Child, Ben. . The Guardian. 2013-12-24  [2016-04-08]. （原始内容存档于2016-04-17）.
176. ↑  Robehmed, Natalie. . Forbes. 2015-08-21  [2016-04-07]. （原始内容存档于2016-04-05）.
177. ↑  Robehmed, Natalie. . Forbes. 2017-08-16  [2017-08-17]. （原始内容存档于2017-08-17）.
178. ↑  Larson, Brie. . Time.   [2017-04-21]. （原始内容存档于2017-04-20）.
179. ↑  . Vogue. 2014-04-15  [2016-04-07]. （原始内容存档于2016-04-18）.
180. ↑  . FHM.   [2016-04-08]. （原始内容存档于2009-07-07）.
. Maxim.   [2016-04-08]. （原始内容存档于2016-04-13）.
181. ↑  . Maxim.   [2016-04-08]. （原始内容存档于2016-04-01）.
. Maxim.   [2016-04-08]. （原始内容存档于2016-04-06）.
. Maxim.   [2016-04-08]. （原始内容存档于2016-04-12）.
182. ↑  . AskMen.   [2016-04-08]. （原始内容存档于2011-08-03）.
. AskMen.   [2016-04-08]. （原始内容存档于2012-02-03）.
. AskMen.   [2016-04-09]. （原始内容存档于2016-04-22）.
. AskMen.   [2016-04-08]. （原始内容存档于2016-04-08）.
. AskMen.   [2016-04-08]. （原始内容存档于2016-04-19）.
183. ↑  Derschowitz, Jessica. . CBS News. 2011-05-12  [2016-04-07]. （原始内容存档于2016-04-20）.
184. ↑  . People.   [2016-04-08]. （原始内容存档于2016-05-08）.
Moody, Jon. . FHM. 2011-05-05  [2016-04-08]. （原始内容存档于2011-12-30）.
. FHM Australia.   [2016-04-08]. （原始内容存档于2012-03-21）.
. Men's Health.   [2016-04-08]. （原始内容存档于2011-12-28）.
185. ↑  . Empire. 2013-10-07  [2016-08-29]. （原始内容存档于2016-08-28）.
186. ↑  . Vogue.   [2016-04-08]. （原始内容存档于2016-04-18）.
. Glamour.   [2016-04-08]. （原始内容存档于2016-04-19）.
. Glamour.   [2016-04-08]. （原始内容存档于2016-04-15）.
187. ↑  . People. 2014-09-17  [2017-02-13]. （原始内容存档于2016-02-20）.
188. ↑  . Buzznet. 2017-03-10  [2017-04-23]. （原始内容存档于2017-04-12）.
189. ↑  . Box Office Mojo.   [2016-07-30].
190. ↑  . The Hollywood Reporter. 2016-01-30  [2017-02-01]. （原始内容存档于2017-01-31）.
191. ↑  Shanfeld, Ethan. . Variety. 11 December 2023  [11 December 2023]. （原始内容存档于2023-12-11）.

## 外部連結
- 艾瑪·史東在互联网电影资料库（IMDb）上的資料（英文）
- 互聯網百老匯資料庫（IBDB）上艾瑪·史東的資料（英文）
- TCM电影资料库上艾瑪·史東的资料（英文）
- 艾瑪·史東在豆瓣上的资料（简体中文）
- 在AllMovie上艾瑪·史東的頁面（英文）
- 爛番茄上《艾瑪·史東》的資料（英文）
- 艾瑪·史東在Box Office Mojo上的資料（英文）